# Listrura camposi
Listrura camposi és una espècie de peix de la família dels tricomictèrids i de l'ordre dels siluriformes.

## Morfologia
- Els mascles poden assolir 3,9 cm de longitud total.
- Nombre de vèrtebres: 54-56.[5][6]

## Hàbitat
És un peix d'aigua dolça i de clima tropical.

## Distribució geogràfica
Es troba al Brasil: rius Poço Grande (afluent del riu Juquiá, São Paulo) i Ribeirão da Ilha (Florianópolis, Santa Catarina).